# Nazime Sultan
Nazime Sultan (14. února 1866 Dolmabahçe – 25. listopadu 1895 Dolmabahçe) byla osmanská princezna, dcera sultána Abdülazize. 

## Život
Narodila se v únoru 1866 v paláci Dolmabahçe. Její matkou byla konkubína Hayranidil Kadınefendi. Byla třetí dcerou svého otce a prvním dítětem své matky. Byla starší sestrou sultána Abdülmecida II.
V roce 1890 se rozhodl sultán Abdulhamid II. ji provdat. Společně se svými sestrami byly provdány v jeden den. Nazime byla provdána za Aliho Halida Pašu v paláci Yildiz. Manželům byl darován palác v Kuruçeşme, který je dnes znám jako palác Nazime Sultan. Neměla žádné děti, ale společně s pašou si adoptovali chlapce jménem Şefkat. V paláci měla vlastní hudebníky, kteří hráli převážně náboženskou hudbu. 

## Smrt
Zemřela v listopadu 1895 a je pohřbena v hrobce svého dědy, sultána Mahmuda II., která se nachází v ulici Divanoylu v Istanbulu.  